# Nunu Kaller
Nunu Kaller (* 1981 in Niederösterreich) ist eine österreichische Publizistin, Umweltaktivistin und Bloggerin.

## Leben
Nunu Kaller wuchs in Wien auf. Sie studierte Anglistik, Publizistik und Geschichte. Nach ihrem Studium war sie zwei Jahre bei der österreichischen Tageszeitung Die Presse im Onlineressort Politik als Journalistin tätig. Später wechselte Kaller als Pressesprecherin zu Vier Pfoten und Global 2000. Von 2014 bis 2019 arbeitete Kaller für Greenpeace Österreich als KonsumentInnensprecherin. Seit 2021 hat sie eine Video-Kolumne über Greenwashing, Konsum und Nachhaltigkeit bei Moment.at.
2013 erschien ihr erstes Buch beim deutschen Verlag Kiepenheuer & Witsch mit dem Titel Ich kauf nix. 2018 folgte Fuck Beauty! über den Schönheitswahn bei Frauen. Im März 2021 erschien Kauf mich! Auf der Suche nach dem guten Konsum.
Um von Schließzeiten betroffene österreichische Einzelhandelsunternehmen zu unterstützen, erstellte sie im März 2020 im Zuge des 1. Corona-Lockdowns eine Liste von Einzelhändlern mit Online-Einkaufsmöglichkeiten, die liste.nunukaller.com, die überregionale Bekanntheit erlangte. Ihr Ziel war dabei, Alternativen zum Online-Händler Amazon aufzuzeigen. Im Jänner 2021 machte sie sich mit ihrer Nachhaltigkeits- und Kommunikationsberatungsagentur Think Kallerful! selbstständig.
Kaller lebt und arbeitet als Kommunikations- und Nachhaltigkeitsberaterin in Wien.
Von 1. Jänner 2023 bis 31. Dezember 2023 wirkte Nunu Kaller als unabhängige Beirätin im „Umweltfonds“ der Stiftung COMÚN mit.

## Veröffentlichungen
- Ich kauf nix! Wie ich durch Shopping-Diät glücklich wurde. Kiepenheuer & Witsch, Köln 2013, ISBN 978-3-462-04589-5.
- Fuck Beauty! Warum uns der Wunsch nach makelloser Schönheit unglücklich macht und was wir dagegen tun können. Kiepenheuer & Witsch, Köln 2018, ISBN 978-3-462-05117-9.
- Kauf mich! Auf der Suche nach gutem Konsum. Kremayr & Scheriau, Wien 2021, ISBN 978-3-218-01222-5.